# Andreas Axelsson
Jens Morgan Andreas Axelsson, født 12. december 1970, er en svensk kriminel, som siden 18. januar 2000 afsoner livsvarigt fængsel i Anstalten Hall for Mordene i Malexander den 28. maj 1999.

## Biografi[2]
Axelsson blev født i Eskilstuna, men voksede op i Torsås, Småland. Senere flyttede han til Nybro og arbejdede hos Arbetarnas bildningsförbund og som computerlærer. Han arbejdede også som redaktør hos Smålands SA. Han var desuden medlem af Nationalsocialistisk front. Han var også karateudøver.

## I fængslet
I 2002 giftede Axelsson sig med sin veninde i fængslet. De blev skilt i 2004 og har en søn. I marts 2005 fik veninden 2 ½ års fængsel for brandstiftelse og drabsforsøg på sønnen.